# خیلون

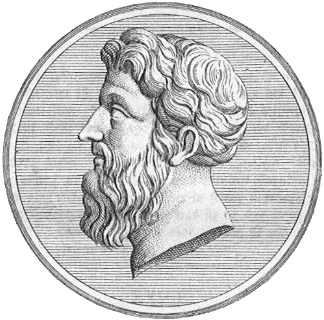
خیلون اسپارتی

خیلون (به یونانی: Χίλων یا Χείλων) (۵۶۰ پ. م) فرزند داماگتاس، از اهالی لاکدمونی، یکی از کسانی است که نامش در میان فرزانگانِ هفت‌گانهٔ یونان ثبت شده است. خیلون در خلال پنجاه و پنجمین یا پنجاه و ششمین المپیاد، به عنوان افور انتخاب شد. هنگامی که برادرش به این موضوع، به دلیل این‌که خودش مانند خیلون انتخاب نشده بود، اعتراض کرد، به برادرش گفت: «من بر خلافِ تو می‌دانم که چگونه در برابرِ بی‌عدالتی تسلیم شوم».
از خیلون تعدادی جمله قصار باقی مانده مثل این‌که «راه فیلسوف شدن از شجاعت می‌گذرد» که دیوژن لائرتی برخی از آن‌ها را در کتابش آورده.
وی مدعی بوده که همیشه بر اساس قانون عمل کرده و هیچ‌گاه قانون را زیر پا نگذاشته است؛ اما در یک مورد شک داشت: در دادگاهی بخاطرِ دوستش رای به‌جانبِ وی داده بود، اما در نهایت دوستش را راضی کرده بود که محکوم را ببخشد. با این عمل هم قانون را رعایت کرده بود و هم دوستش را از دست نداده‌بود.
خیلون در پیسا، درست هنگامی که به پسرش به دلیل پیروزی در مشت‌زنیِ المپیک تبریک گفت، درگذشت.